# NGC 5910
NGC 5910 é uma galáxia elíptica na direção da constelação de Serpens. O objeto foi descoberto pelo astrônomo William Herschel em 1785, usando um telescópio refletor com abertura de 18,7 polegadas. Devido a sua moderada magnitude aparente (+13,6), é visível apenas com telescópios amadores ou com equipamentos superiores.